# Ankaralı Namık
Ankaralı Namık (først 30. april 1976, død 18. oktober 2015) er en tyrkisk sanger fra "Ankaralı" (afledt af Ankara) en skole for tyrkisk etnisk musik. Han blev populær takket være Internettets fildelingsprogrammer. Han vælger absurde sang-temaer og generelt bruger han slang i sine sange.
1. ↑  Navnet er anført på engelsk og stammer fra Wikidata hvor navnet endnu ikke findes på dansk.